# Lapos kékfutrinka
A lapos kékfutrinka (Carabus intricatus) a rovarok (Insecta) osztályának a bogarak (Coleoptera) rendjébe, ezen belül a ragadozó bogarak (Adephaga) alrendjébe és a futrinkafélék (Carabidae) családjába tartozó faj.

## Előfordulása
A lapos kékfutrinka egész Európában elterjedt, de mindenütt ritka faj.

## Megjelenése
A lapos kékfutrinka 24–36 milliméter hosszú, lapított testű, sötétkék színű bogár. Szárnyfedői szakadozottan bordázottak, rágói feltűnően hosszúak a többi Carabus fajéhoz képest.

## Életmódja
A lapos kékfutrinka ligetes hegyvidéki tölgyesek, bükkösök és szurdokerdők lakója. Többnyire az avarban tartózkodik, de szívesen behúzódik a fák korhadó kérge alá is. Az imágóval áprilistól októberig találkozhatunk.